# Наборщик
Набо́рщик — работник типографии до наступления цифровой эпохи, в обязанности которого входил набор текста.
Наборщик набирал строки текста из отдельных литер вручную или при помощи наборных машин, после чего верстальщик (метранпаж) составлял из них страницы и полосы будущей книги или журнала, компоновал их с иллюстрациями, добавлял колонцифры, колонтитулы. В настоящее время профессия наборщика исчезла, а компьютерный набор рукописи, как правило, осуществляет сам автор.
Поскольку авторы редко знают правила типографского набора, набранный ими текст чаще всего редактирует верстальщик, заменяя тире, кавычки и прочие специальные знаки на принятые.